# هری ویلیامز (بازیکن فوتبال، زاده ۱۸۸۳)
هری ویلیامز (انگلیسی: Harry Williams؛ زادهٔ ۱ ژانویهٔ ۱۸۸۳) بازیکن فوتبال اهل بریتانیا است.
از باشگاه‌هایی که در آن بازی کرده‌است می‌توان به باشگاه فوتبال برنلی، باشگاه فوتبال بولتون واندررز و باشگاه فوتبال منچستر یونایتد اشاره کرد.